# Bucciano
Bucciano è un comune italiano di 1 971 abitanti della provincia di Benevento in Campania.

## Geografia fisica
Sito sulla falda meridionale del monte Taburno.
Il suo territorio è compreso fra un'altitudine di 240 e i 1275 m s.l.m., pari ad un'escursione altimetrica di 1.035 m.
Fa parte della Regione Agraria n. 3, monti Taburno-Camposauro.
Non molto tempo fa vi era un'acqua molto rinomata in paese, scorreva da una fontana che veniva chiamata "Fontana del Duca".

## Storia

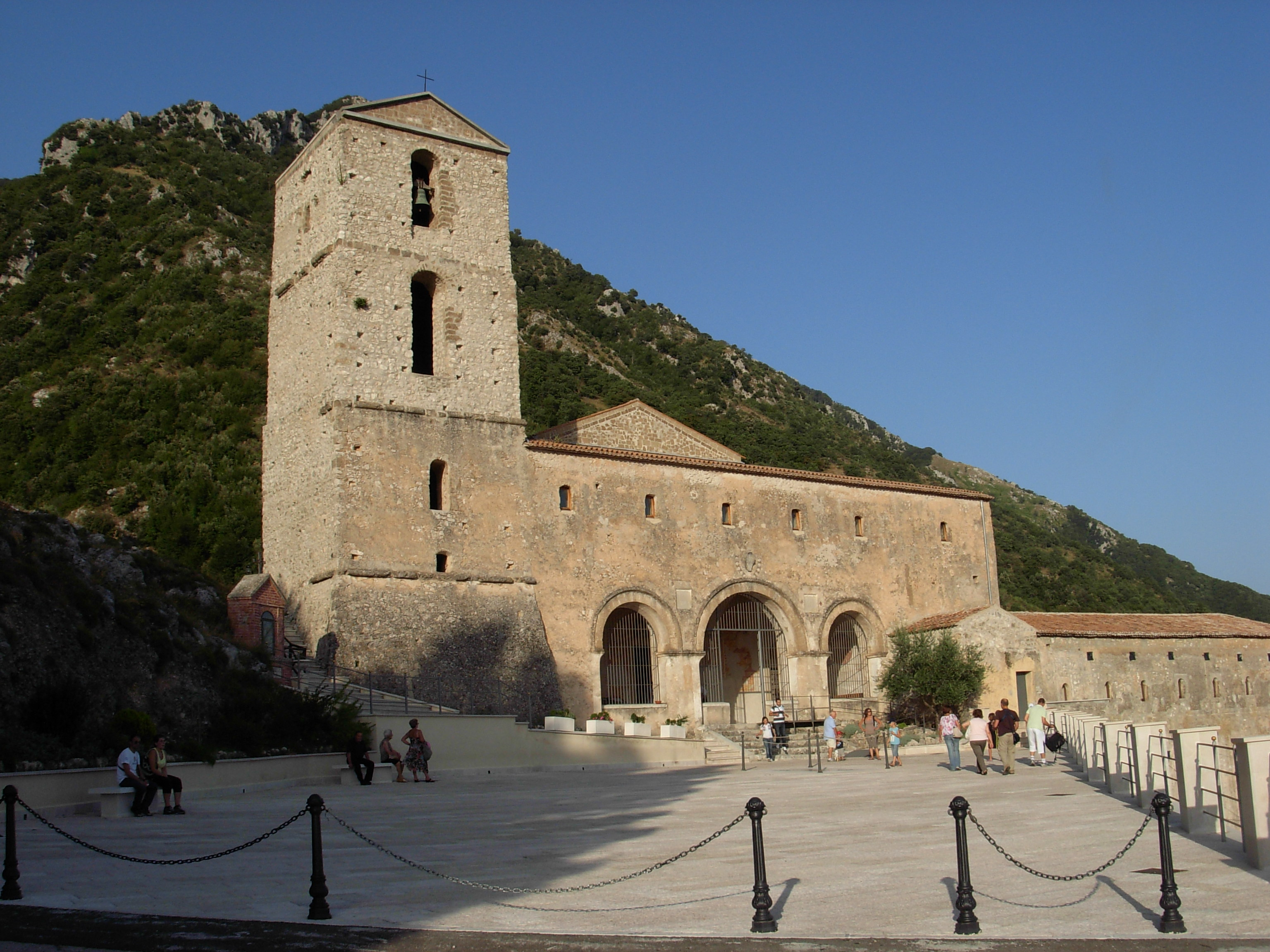
Il santuario della Madonna del Taburno

Seguì il dominio feudale di Airola di cui fu sempre casale, tanto che allora dicevasi Airola-Bucciano.
La sua ortografia primitiva era Gucciano o Cucciano, molto probabilmente da quella villa di Cocceio < super Caudi cauponas >, di cui Orazio, nella Sat. V; donde un proedium Coccejanum.
E da una simile forma di possessione prediale deve essere derivato anche Pastorano a circa 2 km da Bucciano.
Antichità. Un'antica lapide, smarrita, dell'epoca romana, con il nome di Cuccejanus.

### Simboli
Lo stemma e il gonfalone sono stati concessi con decreto del presidente della Repubblica n. 664 del 27 dicembre 1991.
Lo stemma si presenta semitroncato partito: nel primo di rosso, alla lettera maiuscola B d'oro; il secondo d'oro, all'edificio, munito di campanile, di rosso, fondato sulla pianura di verde; il terzo d'azzurro, all'olivo al naturale, fruttifero di undici pezzi, nodrito sulla pianura di verde e accompagnato in capo da due stelle di otto raggi d'oro.
Il gonfalone è un drappo partito di giallo e di azzurro.
In precedenza Bucciano utilizzava uno stemma in cui era rappresentato il villaggio distrutto e avvinto dalle fiamme in ricordo di quando nel 1460 il paese, allora feudo dei Carafa, venne assediato e messo a ferro e fuoco da re Ferdinando.

## Monumenti e luoghi d'interesse
- Santuario della Madonna del Taburno

Fu costruito sulle pendici del monte Taburno nel XV secolo: secondo la tradizione, ciò avvenne in seguito alla guarigione miracolosa di una pastorella sordomuta che trovò una statua della Vergine Maria in una vicina grotta. Fu sede di un convento dei frati domenicani dal 1498 al 1743; seguirono periodi di abbandono che si alternarono a restauri parziali, fino alla riapertura progressiva a partire dal 2007. Il santuario è una popolare meta di pellegrinaggi. Notevole la chiesa con le sue volte gotiche, e gli affreschi trovati durante gli ultimi restauri.
- Chiesa parrocchiale di San Giovanni Battista
- Chiesa dell'Immacolata
- Parte dell'acquedotto carolino, che conduce le acque alla Reggia di Caserta, inserito nella lista dei patrimoni dell'umanità dall'UNESCO.

## Società

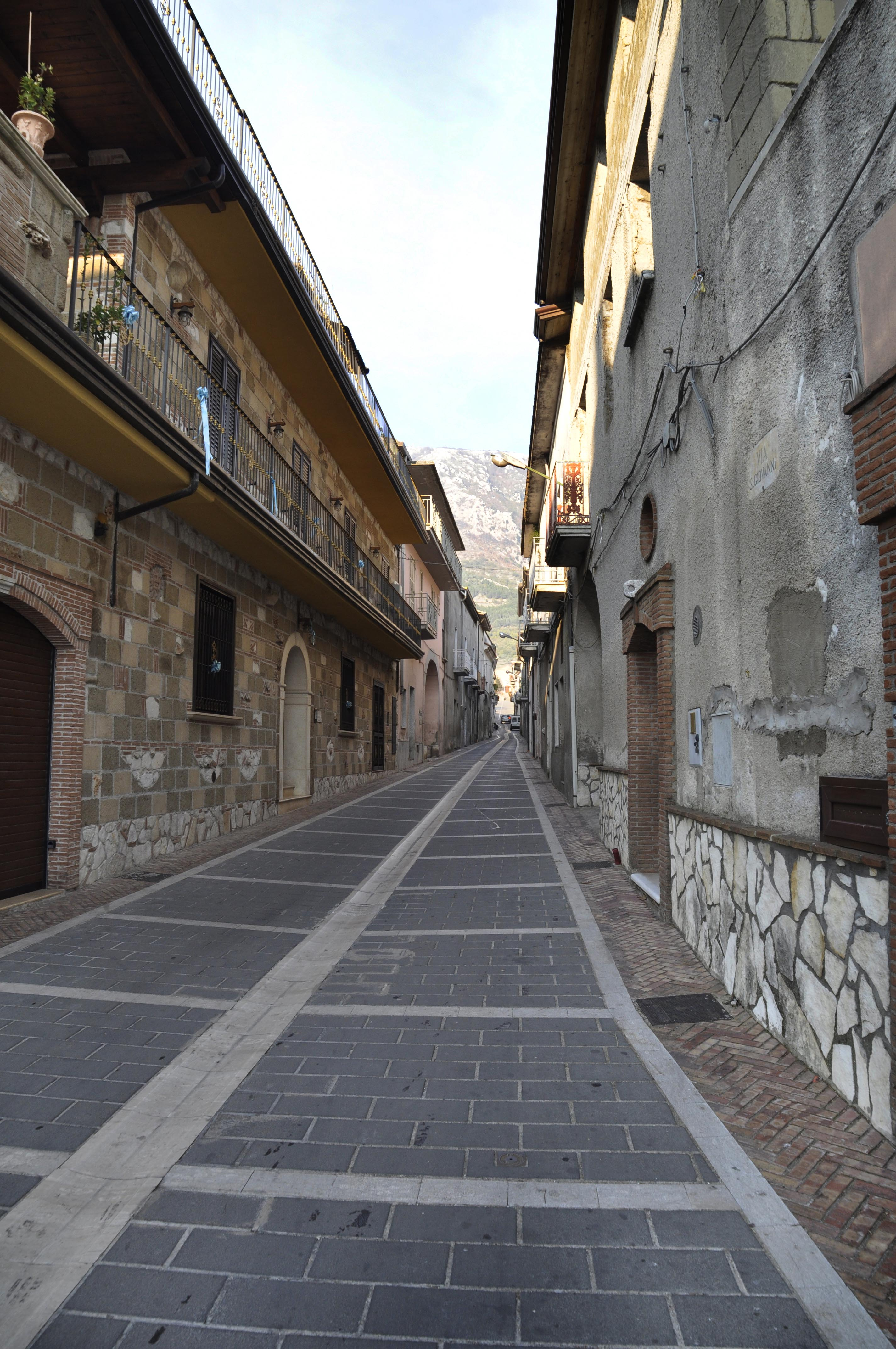
Via San Giovanni nella frazione Pastorano, col Taburno sullo sfondo

### Evoluzione demografica
Abitanti censiti

## Economia
Ha una superficie agricola utilizzata (dato aggiornato all'anno 2000) di ettari (ha) 258,84 (fonte Camera di Commercio di Benevento, dati e cifre maggio 2007).
Prodotti: cereali, frumento, olio, vino, gelsi, mais e legumi.

## Amministrazione
| Periodo | Periodo   | Primo cittadino   | Partito                     | Carica      | Note |
| ------- | --------- | ----------------- | --------------------------- | ----------- | ---- |
| 1985    | 1990      | Pasquale Arganese | Democrazia Cristiana        | Sindaco     |      |
| 1990    | 1992      | Angelo Ferraro    | Democrazia Cristiana        | Sindaco     |      |
| 1992    | 1993      | Vincenzo Mennito  | Partito Socialista Italiano | Sindaco     |      |
| 1993    | 1994      | Elvira Nuzzolo    |                             | Commissario |      |
| 1994    | 1998      | Pasquale Arganese | Partito Popolare Italiano   | Sindaco     |      |
| 1998    | 2008      | Angelo Giaquinto  | La Margherita               | Sindaco     |      |
| 2008    | 2023      | Domenico Matera   | Lista civica                | Sindaco     |      |
| 2023    | in carica | Pasquale Matera   | Lista civica                | Sindaco     |      |

### Altre informazioni amministrative
Il comune fa parte della Comunità montana del Taburno.

## Curiosità
Il gruppo musicale Napoli Centrale parla dei buccianesi nella traccia chiamata, per l'appunto, 'A gente 'e Bucciano, contenuta nell'album d'esordio del 1975. Il testo (che fa del comune una pars pro toto dei piccoli centri rurali del Meridione) è una riflessione sull'emigrazione verso il Nord Italia, in cerca di lavoro e di benefici che in realtà non arrivano mai.